# Теплоснабжение

Принципиальная схема централизованного теплоснабжения, источник тепла - ТЭЦ.

Теплоснабжение — система централизованного обеспечения теплом (отопления и ГВС) зданий и сооружений.

## Состав системы теплоснабжения
Система теплоснабжения состоит из следующих функциональных частей:
1. источник тепловой энергии (котельная, ТЭЦ);
2. транспортирующие устройства тепловой энергии к помещениям (тепловые сети);
3. теплопотребляющие приборы, которые передают тепловую энергию потребителю (радиаторы отопления, калориферы в составе систем вентиляции, теплообменники системы ГВС в тепловых пунктах, полотенцесушители).

## Классификация систем теплоснабжения

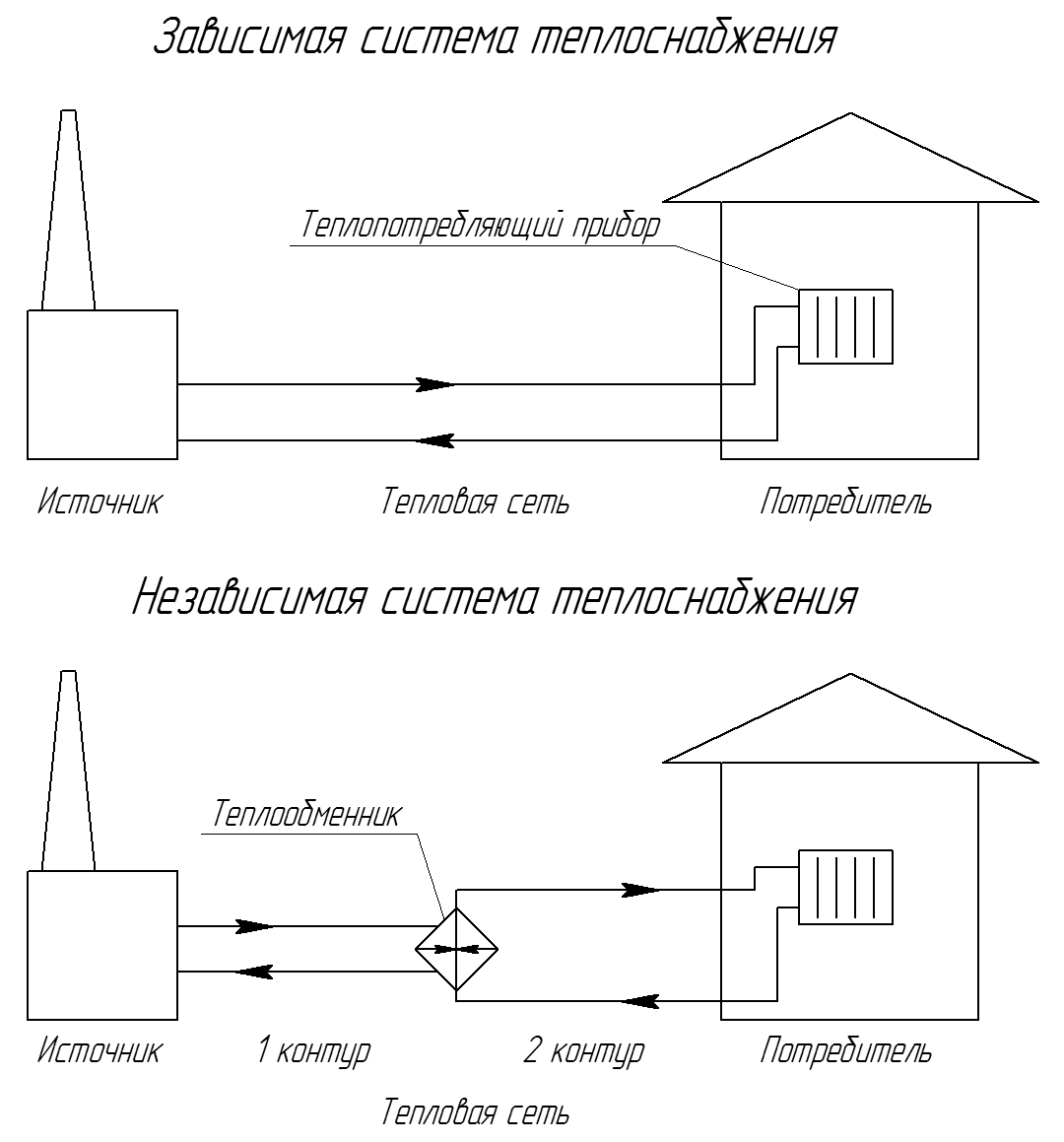
Принципиальные схемы систем теплоснабжения по способу подключения к ним систем отопления

По месту выработки теплоты системы теплоснабжения делятся на:
- централизованные (источник тепловой энергии работает на теплоснабжение группы зданий и связан тепловой сетью с приборами потребления тепла);
- децентрализованные.

Децентрализованные системы теплоснабжения, в свою очередь, делятся на:
- индивидуальные (теплоснабжение каждого помещения или группы помещений (квартиры) от отдельного источника теплоты);
- местные (теплоснабжение каждого здания от отдельного источника теплоты).

По роду теплоносителя в системе:
- водяные;
- паровые.

По способу подключения системы отопления к системе теплоснабжения:
- зависимые (теплоноситель, нагреваемый в теплогенераторе и транспортируемый по тепловым сетям, поступает непосредственно в теплопотребляющие приборы);
- независимые (теплоноситель, циркулирующий по тепловым сетям, в теплообменнике нагревает теплоноситель, циркулирующий в системе отопления).

По способу присоединения системы горячего водоснабжения к системе теплоснабжения:
- закрытая (вода на горячее водоснабжение забирается из водопровода и нагревается в теплообменнике сетевой водой);
- открытая (вода на горячее водоснабжение забирается непосредственно из тепловой сети).

## Виды потребителей тепла
Потребителями тепла системы теплоснабжения являются:
- теплоиспользующие санитарно-технические системы зданий (системы отопления, вентиляции, кондиционирования воздуха, горячего водоснабжения);
- технологические установки.

По режиму потребления тепла в течение года различают две группы потребителей:
- сезонные, нуждающиеся в тепле только в холодный период года (например, системы отопления);
- круглогодичные, нуждающиеся в тепле весь год (системы горячего водоснабжения).

В зависимости от соотношения и режимов отдельных видов теплопотребления различают три характерные группы потребителей:
- жилые здания (характерны сезонные расходы тепла на отопление и вентиляцию и круглогодичный — на горячее водоснабжение);
- общественные здания (сезонные расходы тепла на отопление, вентиляцию и кондиционирование воздуха);
- промышленные здания и сооружения, в том числе сельскохозяйственные комплексы (все виды теплопотребления, количественное отношение между которыми определяется видом производства)

## Проблемы в теплоснабжении
Одной из ключевых проблем теплоснабжения в Российской Федерации[прояснить] является снижение теплоотдачи отопительных приборов и теплообменных аппаратов из-за накопления окислов и солей металлов (накипь).
В результате:

1. Суммарные потери тепловой энергии в системе составляют до 30 %
- Растут потери тепловой энергии и теплоносителя
- Растут затраты электрической энергии на циркуляцию теплоносителя
- Снижается КПД источника тепловой энергии из-за понижения температуры обратной воды

2. Сокращается нормативный срок эксплуатации внутридомовых тепловых сетей и оборудования с 30 до 10 лет
В масштабах страны это приводит к вынужденным расходам на внеплановые капитальные ремонты на сумму более 23 млрд руб. ежегодно. Основные требования к любой отопительной системе — надежность, долговечность, эффективность, экономичность. Новые, только смонтированные и испытанные системы централизованного и индивидуального отопления работают без сбоев в соответствии с проектной мощностью. По прошествии некоторого времени наблюдается недостаточная теплоотдача, увеличивается расход топлива и электроэнергии.
Практика показывает, что трубопроводы систем отопления в зданиях, где не проводятся профилактические работы более 10 лет, на 40-50 % забиты окислами и солями металлов. Накипь создает термическое сопротивление теплоносителю, что ведет к снижению теплоотдачи, а это, в свою очередь, приводит к ухудшению комфортных условий для проживания жильцов. Поскольку теплопроводность накипи в 40 раз ниже теплопроводности металла в системах отопления, отложения толщиной всего 1 мм снижают теплоотдачу на 15 %. Если процесс не остановить вовремя, произойдет выход из строя теплообменников, трубопроводов, отопительных приборов. Из всех существующих методов, связанных с профилактическими работами по поддержанию теплового оборудования в рабочем состоянии, в России традиционно, уже на протяжении десятилетий, применяются:
- дисперсная промывка
- механическая очистка
- химическая промывка
- гидравлическая промывка
- гидропневматическая промывка

Данные методы имеют достаточно низкий КПД и значительные ограничения по применению. Главное ограничение по применению состоит в том, что методы можно использовать только в межсезонный период, когда теплоноситель не подается в теплоцентрали. В среднем по России этот период длится всего 3-5 месяцев. В северных территориях России осенне-зимний период заканчивается в конце июня и начинается в середине сентября. Помимо усовершенствования метода промывки внутридомовых тепловых сетей и теплообменного оборудования большое значение имеет реагент, которым промывается объект. В настоящее время шлак удаляется при помощи химической промывки с использованием кислотных и щелочных реагентов. Помимо экологической опасности данные реагенты негативно влияют на трубы, так как вступают в реакцию с металлом, что приводит к его разрушению.